# 勒姆尼亞的雅典娜

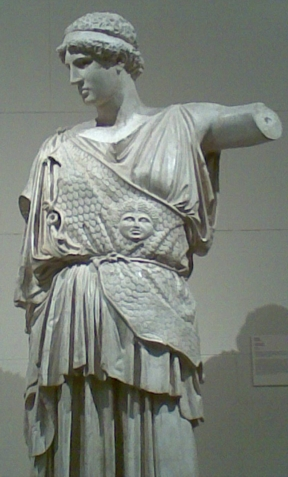
位於德累斯頓的複製品

勒姆尼亞的雅典娜（Lemnian Athena）是一尊雅典娜雕像。這座雕像據傳製作與西元前450年至440年，是由生活在利姆諾斯島的雅典人獻給雅典衛城。